# Flics en jeans
Pour le film de Marino Girolami parfois titré « Flic en jean », voir Opération jaguar.
Série Nico Giraldi
Un flic très spécial
(1984)
Pour plus de détails, voir Fiche technique et Distribution.
Flics en jeans (Squadra antiscippo) est un poliziottesco comique de Bruno Corbucci sorti en 1976. C'est le premier des onze films où apparaît le pittoresque inspecteur Nico Giraldi, interprété par l'acteur cubain Tomás Milián, qui affronte ici Jack Palance.

## Synopsis
L'inspecteur Nico Giraldi (Tomás Milián) lutte à la tête d'une équipe de policiers à moto contre une vague de criminalité. Il cherche à remonter aux receleurs qui la rendent possible, en particulier en mettant la main sur Baronetti (Guido Mannari), un voleur à moto. Mais celui-ci dérobe malencontreusement la mallette d'un gangster américain, un certain Norman Shelley (Jack Palance). À l'intérieur, cinq millions de dollars... Les ennuis commencent pour Baronetti et sa bande, tandis que Nico Giraldi fait la conquête d'une de ses victimes, Mlle Catani (sans jamais retirer son bonnet de laine).

## Fiche technique
- Titre original : Squadra antiscippo
- Titre français : Flics en jeans
- Titre américain : The Cop in Blue Jeans
- Genre : comédie policière d'action
- Production : Galliano Juso
- Réalisation : Bruno Corbucci
- Scénario : Mario Amendola, Bruno Corbucci
- Directeur de la photographie : Sebastiano Celeste
- Musique : Guido De Angelis, Maurizio De Angelis
- Durée : 95 minutes
- Format : 35 mm couleur

## Distribution
- Tomás Milián (VF : Richard Leblond) : l'inspecteur Nico Giraldi
- Guido Mannari (VF : Michel Paulin) : Baronetti
- Jack Palance (VF : Jacques Bernard) : Norman Shelley
- Maria Rosaria Omaggio : Mlle Cattani
- Raf Lucas (VF : Guy Chapelier) : Gargiulo
- Roberto Messina (VF : Claude Dasset) : le commissaire Tozzi
- Marcello Martano : Trentini
- Benito Stefanelli (VF : Henri Guybet) : homme de main de Shelley
- Roberto Chiappa (VF : Marc François) : Gipo
- Angelo Pellegrino (VF : Marc François) : Chiappetta
- Mario Donatone (VF : Jean-Paul Coquelin) : policier à l'ambassade
- Toni Ucci (VF : Jacques Chevalier) : Lando Rossi
- Domenico Poli (VF : Henry Djanik) : Gaetano Bozzetti